# 皮癬菌病
皮癬菌病（Dermatophytosis）是由角蛋白特异性皮癣菌感染角蛋白组织引起的皮肤真菌病。 皮癣菌是一组进化上相对保守的分节癣菌科致病真菌，其共同特征是角蛋白特异性，通过分解角蛋白获得营养。人体的角蛋白组织包括皮肤表皮的角化层、毛发与指甲。皮癣菌病不是单一的疾病，依据受累皮肤部位与致病菌种类不同而有不同的皮损、症状、治疗与预后。通常它會導致皮膚發紅、發癢、脫屑圓形皮疹 ，受影響的區域可能會脫髮，感染後四到十四天開始出現症狀 。皮癣菌病的因感染不同區域的皮肤而有不同名称，如头癣、足癣、手癣、体癣、股癣、甲癣等，国际疾病分类ICD-10中还包括肉芽肿性皮癣菌病（Majocchi’s Granuloma，马约奇肉芽肿）和播散性皮肤癣菌病。
大約40種真菌會引起皮癬，主要病原菌是毛癬菌、小孢癣菌或表皮癬菌類。危險因子包括使用公共淋浴，有肢體接觸的運動（如摔跤）、過度出汗、與動物接觸、肥胖以及免疫功能低下。皮癬菌病可以在人與動物或人與人之間傳播。診斷通常依据外觀和症狀，确诊需要通過微生物培養和刮取病灶樣本進行顯微鏡檢確認。
預防方法是保持皮膚乾燥，不要赤腳走路，也不要共用個人物品。治療通常使用抗真菌藥膏，如克催瑪汝或咪康唑，如果頭皮也受到感染，可能需要口服抗真菌藥如氟康唑。
在任何時間點，高達20％的人口都可能被癬感染，腹股溝感染在男性中更為常見，而頭皮和身體的感染在兩性中均相同。頭皮感染在兒童中最常見，而腹股溝感染最常見於老年人。
古代史中即有癬的描述。

## ICD-10分类
B35 皮肤癣菌病 

包括：
（1）黄癣；（2）由表皮癣菌、小孢子菌和毛癣菌引起的任何传染病；（3）除分类在ICD-10 B36以外的其他类型的未分类癣。

- B35.0 须癣和头癣：脓癣、头皮癣、真菌性须癣
- B35.1 甲癣：皮癣菌指甲病、指甲癣菌病、指甲真菌病、指甲园癣
- B35.2 手癣：手部皮癣菌病、手园癣
- B35.3 足癣：香港脚、运动员脚、足部皮癣菌病、足园癣
- B35.4 体癣：体园癣
- B35.5 叠瓦癣：托克劳病
- B35.6 股癣：杜比痒、腹股沟癣、运动员痒
- B35.8 未归类皮癣菌病：皮肤癣菌病：播散性、肉芽肿性
- B35.9 难辨认皮肤癣菌病

## 預防
很多醫生會經常給予的建議包括：
- 避免共用衣服、運動器材、毛巾或床單。
- 懷疑接觸癬後，用殺菌肥皂用熱水清洗衣服。
- 避免赤腳行走；在更衣室穿合適的防護鞋，在海灘穿涼鞋。
- 避免接觸有禿斑的寵物，因為牠們的禿斑很可能是真菌感染造成。

## 外部連結
- Tinea photo library at Dermnet （页面存档备份，存于）